# Transmutación de las especies
Transmutación de las especies o transformismo es un término utilizado en la historia de la biología para describir el cambio de una especie en otra. La terminología era habitualmente utilizada en tiempos predarwinianos, en otras "propuestas del desarrollo" (uno de los términos utilizados por Darwin) y en la "teoría de gradación regular", utilizada por William Chilton en el periódico The Oracle or Reason. "Transformación" es otra palabra utilizada, en este contexto, en lugar de "transmutación".
Los pensadores preevolucionistas de los siglos XVIII y XIX tuvieron que crear los términos para expresar sus ideas, y la terminología no quedó uniformizada hasta un tiempo después de la publicación de El origen de las especies. La palabra "evolución" fue un concepto posterior, se la puede encontrar en la obra de 1851 de Herbert Spencer Social Statistics y en otra anterior, pero no tuvo uso extendido hasta entre los años 1865 y 1870.